# Rodaljice
Rodaljice falu Horvátországban Zára megyében. Közigazgatásilag Benkovachoz tartozik.

## Fekvése
Zárától légvonalban 44, közúton 55 km-re, községközpontjától 15 km-re keletre, Dalmácia északi részén, Bukovica tájegységen fekszik. Két településrésze Rodaljice és Dobropoljci.

## Története
Rodaljice első írásos említése “Radalich” néven 1404-ben történt, de egy évvel később a nini püspökség oklevelében “Rasalich” alakban szerepelt. A török hódításig a szomszédos Brguddal, Dobropoljcival és Bruškával együtt a perušići plébániához tartozó falu volt. A környékbeli településekkel együtt 1527-ben elfoglalta a török és csak a 17. század végén szabadult fel uralma alól. 1697-ben Grgur Parčić nini püspök egyházlátogatása során megállapította, hogy a helyi templomot nemrég építették újjá, még nincs tabernákuluma, oltárképe és keresztelőmedencéje sem. Titulusa Mária mennybevétele volt, egyúttal a püspök elrendelte, hogy a temetőt kőfallal kerítsék be. Plébániáját 1703-ban újraalapították. 1797-ig a Velencei Köztársaság része volt. Miután a francia seregek felszámolták a Velencei Köztársaságot a campo formiói béke értelmében osztrák csapatok szállták meg. 1806-ban a pozsonyi béke alapján az Első Francia Császárság Illír Tartományának része lett. 1815-ben a bécsi kongresszus újra Ausztriának adta, amely a Dalmát Királyság részeként Zárából igazgatta 1918-ig. 1843-ban plébániájához tartoztak Medviđa, Dobropoljci, Bruška és Zelengrad települések. A településnek 1857-ben 204, 1910-ben 342 lakosa volt. Az első világháború után előbb a Szerb-Horvát-Szlovén Királyság, majd Jugoszlávia része lett. A második világháború idején 1941-ben a szomszédos településekkel együtt Olaszország fennhatósága alá került. Az 1943. szeptemberi olasz kapituláció után újra Jugoszlávia része lett. 1991-ben lakosságának 100 százaléka horvát nemzetiségű volt. 1991 szeptemberében a település szerb igazgatás alá került és a Krajinai Szerb Köztársaság része lett. Házait és templomát a szerbek lerombolták. 1995 augusztusában a Vihar hadművelet során foglalta vissza a horvát hadsereg. A falunak 2011-ben 67 lakosa volt, akik főként mezőgazdasággal és állattartással foglalkoztak.

## Lakosság
| Lakosság változása | Lakosság változása | Lakosság változása | Lakosság változása | Lakosság változása | Lakosság változása | Lakosság változása | Lakosság változása | Lakosság változása | Lakosság változása | Lakosság változása | Lakosság változása | Lakosság változása | Lakosság változása | Lakosság változása | Lakosság változása |
| ------------------ | ------------------ | ------------------ | ------------------ | ------------------ | ------------------ | ------------------ | ------------------ | ------------------ | ------------------ | ------------------ | ------------------ | ------------------ | ------------------ | ------------------ | ------------------ |
| 1857               | 1869               | 1880               | 1890               | 1900               | 1910               | 1921               | 1931               | 1948               | 1953               | 1961               | 1971               | 1981               | 1991               | 2001               | 2011               |
| 204                | 0                  | 255                | 255                | 299                | 342                | 367                | 318                | 305                | 285                | 258                | 227                | 177                | 162                | 80                 | 67                 |

## Nevezetességei
- Mária mennybevétele tiszteletére szentelt római katolikus plébániatemploma mai formájában 1938-ban épült. Ugyanezen a helyen a bejárattól jobbra levő sarokban egykor egy nagyon régi (valószínűleg a 14. vagy a 15. században épített) kis templomocska állt félköríves apszissal. A templomot 1966-ban megújították. 1991-ben a délszláv háború során a bevonuló szerbek súlyosan megrongálták. 1996 és 2001 között a helyiek újjáépítették. A templom egyhajós épület sekrestyévelés félköríves apszissal. A főoltár márványból készült (a zágrábi székesegyházból hozták át), oltárképén Szűz Mária 19. századi ábrázolása látható. A szembemiséző oltár kőből épült. A templom előtt található a különálló harangtorony két haranggal.[2]